# Mermessus maculatus
Mermessus maculatus är en spindelart som först beskrevs av Banks 1892.  Mermessus maculatus ingår i släktet Mermessus och familjen täckvävarspindlar. Inga underarter finns listade i Catalogue of Life.